# Scorpiothyrsus xanthostictus
Scorpiothyrsus xanthostictus är en tvåhjärtbladig växtart som först beskrevs av Elmer Drew Merrill och Woon Young Chun, och fick sitt nu gällande namn av Hui Lin Li. Scorpiothyrsus xanthostictus ingår i släktet Scorpiothyrsus och familjen Melastomataceae. Inga underarter finns listade i Catalogue of Life.